# 都城市民会館
都城市民会館（みやこのじょうしみんかいかん）は宮崎県都城市に存在した公共施設である。

## 概要
1966年に菊竹清訓が設計して完成した。大ホールの座席数は約1400で、成人式など都城市の各種催しに利用された。開館当初は周辺地域にホテルなど宴会施設が少なく、建物南側低層部分の会議室などは結婚式にもよく利用された。完成後まもなく大ホール屋根から雨漏りが発生して物議を醸したが、補修工事で対応した。独特な形態も相まってメタボリズム（新陳代謝）建築の代表作の一つとされ、2006年に「DOCOMOMO JAPAN選定 日本におけるモダン・ムーブメントの建築」に選定された。
1966年の開館から約40年間、都城市の文化振興拠点として利用されたが、2006年10月に後継施設となる都城市総合文化ホールが開館し、施設・設備が老朽化した当館は用途廃止となり、2007年3月に閉館した。閉館に先だち市が庁内で設置した「市民会館管理運営対策プロジェクトチーム」は、「いまの年間維持費5千万円、年平均修繕費2千万以上が今後もかかる」「照明や遮音性の不足、電気施設の危険性、はがれ落ちる外壁対策など不備な点が多い」と問題点を指摘して解体を提案した。市は「市民会館存続問題市民懇話会」を設置し、2006年末に閉館後の施設の在り方について市内15地区で市民と意見交換会を実施し、2006年末に市民4000人へ「存続する」「解体する」の二者択一で意見聴取して解体が83％、存続が16％の結果を得た。以上の結果を基礎に長峯誠市長は、2007年2月21日の市議会全員協議会へ解体する方針を報告した。保存を求める署名活動やシンポジウムを行ってきた市民有志の「都城市民会館を守る会」は、「都城市民会館の再生利用を考える会」を発足させて存続に向けた活動を始めたが、市長は解体見直しや着工猶予の可能性を改めて否定し、2007年9月の都城市議会定例会で解体費に係る補正予算が可決された。
市が誘致して宮崎産業経営大学都城キャンパス跡地で南九州大学のキャンパス開設を準備していた学校法人南九州学園が、都城市民会館を大学の講堂に活用したいと無償貸与を求める要望書を2007年10月29日に市へ提出すると、長峯市長も「前向きに検討する」と表明した。市議会で改めて議論して12月定例会で南九州学園へ20年間無償貸与が可決され、2029年3月31日までの使用貸借契約が締結された。
学園は当初、改修してサテライト教室などに使用する計画であったが、都城キャンパスの整備を優先して当館は活用なく放置された。学園は市から度重なる要請を受け、2011年に旧都城市民会館利用検討委員会を学内に設置して検討を重ねたものの、全面改修に多額の費用を要することが想定されて活用の見通しは立たず、2018年3月に市へ旧市民会館の返還を申し入れた。
返還の申し入れに対して市は、旧市民会館の今後の在り方として、2018年度に民間団体から財源の確保に目算のある保存活用案を公募し、市民には日本建築学会の提案も含めてアンケートし、保存活用案の審査と市民アンケートの結果を踏まえて市議会で方針を策定する。市単独の保存費用負担は極めて困難で、実現可能な保存活用案がない場合は全面解体、模型・映像などでの記録保存となる。
保存活用策の提案は、2018年8月中旬までとされていたが2019年1月末まで延長され、2019年2月5日の都城市定例会見で池田宜永市長は、期日までに応募がなく「市民のみなさんも思いはあると思います。83％の方々が解体やむなしと言っていることをより尊重せざるを得ないのが私の立場です」と、解体する方針を発表した。
2月12日にユネスコの諮問機関国際記念物遺跡会議 (ICOMOS) は、世界的価値がある文化遺産として危機遺産勧告の書面を国、宮崎県、都城市に直接手渡した。都城市が保存に応じない場合、国際的に非難する「ヘリテージアラート」を出すとした

。都城市は「納税者である多くの市民の意思に沿うものではない」と反論し、解体の方針を変えない考えを示した。
都城市は、2月25日に開始した平成三十一年第一回都城市議会定例会に、旧市民会館の解体費を含む議案第一三号「平成三十一年度都城市一般会計予算」（原案）を提出した。予算案は関係委員会で審査が行われ、解体費用である市民会館費は、3月15日に総務委員会が扱った。委員会は、日本イコモス国内委員会の理事を含む3名を参考人として招いて意見を聴取し、旧市民会館を視察した後、自由討議を行った。その後、1名の委員から市民会館費のすべてを減額する修正動議が出され、委員長を除く6名の委員中5名の賛成で修正案を可決し、委員会として修正案を提出すると決定した。市議会本会議は、定例会最終日の3月19日に予算案を扱った。総務委員長の審査報告を受け、3名の議員から質疑が行われ、審査で地元を含む地域からの意見は聞いていないことと、修正案は解体を止めてほしいということではなく、文化財としての検証を市として行ってからの解体でも遅くはないという判断であると明らかにされた。その後、修正案の提案理由説明を受け、休憩を挟んで午後に修正案に対する質疑と討論が行われた。2名の議員が質問した後、討論には9名の議員が登壇し、それぞれ修正案に賛成し原案に反対（5名）、あるいは修正案に反対し原案に賛成（4名）の立場で議論された。採決では、修正案が賛成12票、反対16票で否決された後、押しボタン採決で原案を可決した。
日本イコモス国内委員会は4月20日に、「（当方の説明が理解されず）世界遺産が一人歩きし、旧市民会館が、あたかも世界遺産になるような雰囲気を作ってしまった」としてヘリテージアラートを発出しない方向で都城市と調整を進め、記念メモリアル制作に日本建築学会とともに協力すると発表した。
2019年7月23日に解体工事が開始され、2020年3月に終了した。2020年4月現在の跡地は更地で、都城市は今後の活用方法を検討している。
記念メモリアルの一環として、日本建築学会や日本イコモス国内委員会の協力と監修で「旧《都城市民会館》調査記録報告書」を作成して公開し、日本建築学会、文化庁、菊竹清訓遺族らの協力で、約1100万円の精巧な保存模型を制作して都城市総合文化ホールに展示し、株式会社gluon（グルーオン）を中核としたプロジェクトチームが3Dデータでデジタルアーカイブした
。